# HD 83446
HD 83446 (nota anche come M Velorum) è una stella bianca nella sequenza principale di magnitudine 4,34 situata nella costellazione delle Vele. Dista 105 anni luce dal sistema solare.

## Osservazione
Si tratta di una stella situata nell'emisfero celeste australe. La sua posizione è fortemente australe e ciò comporta che la stella sia osservabile prevalentemente dall'emisfero sud, dove si presenta circumpolare anche da gran parte delle regioni temperate; dall'emisfero nord la sua visibilità è invece limitata alle regioni temperate inferiori e alla fascia tropicale. La sua magnitudine pari a 4,3, fa sì che possa essere scorta solo con un cielo sufficientemente libero dagli effetti dell'inquinamento luminoso.
Il periodo migliore per la sua osservazione nel cielo serale ricade nei mesi compresi fra febbraio e giugno; nell'emisfero sud è visibile anche per buona parte dell'inverno, grazie alla declinazione australe della stella, mentre nell'emisfero nord può essere osservata limitatamente durante i mesi primaverili boreali.

## Caratteristiche fisiche
La stella è una bianca di tipo spettrale A5V. Ha una massa ed un raggio che sono quasi il doppio di quelli del Sole nella sequenza principale; possiede una magnitudine assoluta di 1,75 e la sua velocità radiale positiva indica che la stella si sta allontanando dal sistema solare.

## Sistema stellare
HD 83446 è un sistema stellare formato da due componenti. La componente principale A è una stella di magnitudine 4,34. La componente B è di magnitudine 13,2, separata da 25,7 secondi d'arco da A e con angolo di posizione di 323 gradi.